# Karl Reinhold von Horcker
Karl Reinhold von Horcker (* 1664 auf Glasow in der Neumark; †  18. April 1727 ebenda) war ein kurbrandenburgischer Generalmajor der Kavallerie.

## Leben
Sein Vater war Hans Sigismund von Horcker († 1696), Erbherr auf Glasow.
Horcker wurde 1688 kurbrandenburgischer Leutnant im Regiment „du Hamel“. Am 27. Februar 1694 stieg er dort zum Rittmeister auf, dimittierte am 4. Mai 1695 und zog sich auf seinen Besitz Glasow zurück. Am 3. Januar 1705 wurde Horcker zum Generalmajor von der Armee ernannt.
Er war mit einer Sophia von Schlieben verheiratet.